# Префект Египта
Префект Египта, префект августал, августал (лат. praefectus Aegypti, praefectus augusti, augustalis) — 1) Магистратура в Римской империи, наместник провинции Египет (позднее диоцез Египет) с функциями военного и гражданского территориального управляющего, являвшегося специальным императорским уполномоченным. 2) Гражданский правитель (викарий) диоцеза Египет в Византии, должность также называлась эпарх Александрии, архонт Александрии.

## Провинция Египет
В Римской империи управление Египтом отличалось от других провинций, где главами администрации были проконсулы, легаты или прокураторы. При разделение на сенатские и императорские провинции Египет был отнесён к последним, но находился на особом положении некоего «удельного имения» императора. Когда в 30 г. до н. э. Египет был преобразован в провинцию, Октавиан Август оставил его себе в личное пользование, руководствуясь политическими соображениями: страна на берегах Нила была крупнейшей продовольственной житницей на Средиземноморье и контроль над этой территорией позволял отчасти манипулировать Римом, нуждавшимся в поставках зерна:899. Римский император для населения Египта заменил прежних птолемеевских царей-фараонов, и ему давались соответствующие фараоновские имена и титулатура, также имело место традиционное обожествление правителя:166. Резиденция наместников императора расположилась в бывшей эллинистической столице страны — Александрии.

## Римская империя. Принципат
Римское административное управление в Египте стало вводиться Октавианом Августом после поражения Марка Антония и Клеопатры в последней гражданской войне Римской Республики, он учредил должность наместника, которая стала называться «префект Египта», и поручал её своим доверенным лицам, позже должность также стала называться «префект августал» — командующий августа, от имени-титула императора. В I—II вв. наместниками в Египет назначались люди не знатные, обычно из всаднического сословия — « … тем более честные, чем менее они были честолюбивы»:900. Помимо гражданской власти, префекту Египта подчинялись значительные военные силы — в Египте находилось три (позднее два) легиона, введённые сюда ещё Юлием Цезарем:900. Префект Египта был полновластным господином в вверенной ему провинции и зависел сначала только от императора, поэтому должность эта считалась одной из высших. По свидетельству Ульпиана (Dig. I, 17, 1), Октавиан Август приравнял её к должности проконсула, а Страбон сообщает (XVII, 1, 12), что направленный в Египет префект «занимает место царя»:166-167. Известно, что некоторых префектов Египта античные авторы почему-то называют прокураторами: Гая Корнелия Галла — у Аммиана Марцеллина, «Деяния в тридцати одной книге», кн. XVII, 4, 1, Гая Витрасия Поллиона — у Плиния Старшего, «Естественная история», кн. XXXVI, гл. XI, 57.

## Византия
Должность префекта Египта в Византии также называлась префект августал, эпарх Александрии и архонт Александрии. Фактически обладатель этой должности был гражданским правителем (викарием) диоцеза Египет, входящего в префектуру Восток:539.